# Fernand Vandernotte
Pour les articles homonymes, voir Vandernotte.
Fernand Auguste Henri Marius Vandernotte est un rameur français, né le 12 juillet 1902 à Tillières (Maine-et-Loire) et mort le 20 janvier 1990 à Saint-Nazaire (Loire-Atlantique).

## Biographie
Fernand Vandernotte est médaillé de bronze de deux barré aux Championnats d'Europe d'aviron 1933 à Budapest.
En juillet 1935, les frères Vandernotte sont champions de France en quatre sans barreur (avec Cosmat et Chauvigné), ainsi qu'en huit en pointe avec barreur, à Suresnes pour le CA Nantes. Au mois d'août, à Berlin, ils deviennent vice-champion d'Europe en quatre sans barreur, toujours avec les mêmes deux partenaires nantais, retrouvant ainsi le rang continental qu'ils avaient occupé en 1934 à Lucerne.
Fernand Vandernotte participe à l'épreuve de quatre avec barreur aux Jeux olympiques d'été de 1936 à Berlin avec comme partenaires Marcel Chauvigné, Marcel Cosmat, son frère Marcel Vandernotte et son neveu Noël Vandernotte. Les cinq Français remportent la médaille de bronze. Il participe auparavant à l'épreuve de deux sans barreur aux Jeux olympiques d'été de 1932 à Los Angeles avec Marcel Vandernotte, sans atteindre la finale.
Les frères Vandernotte, de l'E.N. Cognac, puis essentiellement du C.A. de Nantes, sont champions de France, ensemble, au "deux sans barreur" en 1927 et 1928... puis encore dix années après en août 1938. En juin 1932, peu après les JO de Los Angeles, ils s'imposent face au "deux" des anglais du London R.C., lors d'une rencontre amicale.
Durant la Seconde Guerre mondiale son frère sera déporte pour faits de résistance, une rue de Nantes, située dans le quartier du Breil, non loin du cours d'eau de la Chézine, et une autre à Saint-Nazaire portent le nom du réfractaire breton sous l'identité de Henri Vandernotte.